# Drawsko (gmina)
Pour les articles homonymes, voir Drawsko.
Drawsko est une gmina rurale du powiat de Czarnków-Trzcianka, Grande-Pologne, dans le centre-ouest de la Pologne. Son siège est le village de Drawsko, qui se situe environ 37 km à l'ouest de Czarnków et 78 km au nord-ouest de la capitale régionale Poznań.
La gmina couvre une superficie de 162,95 km2 pour une population de 5 914 habitants en 2006.

## Géographie

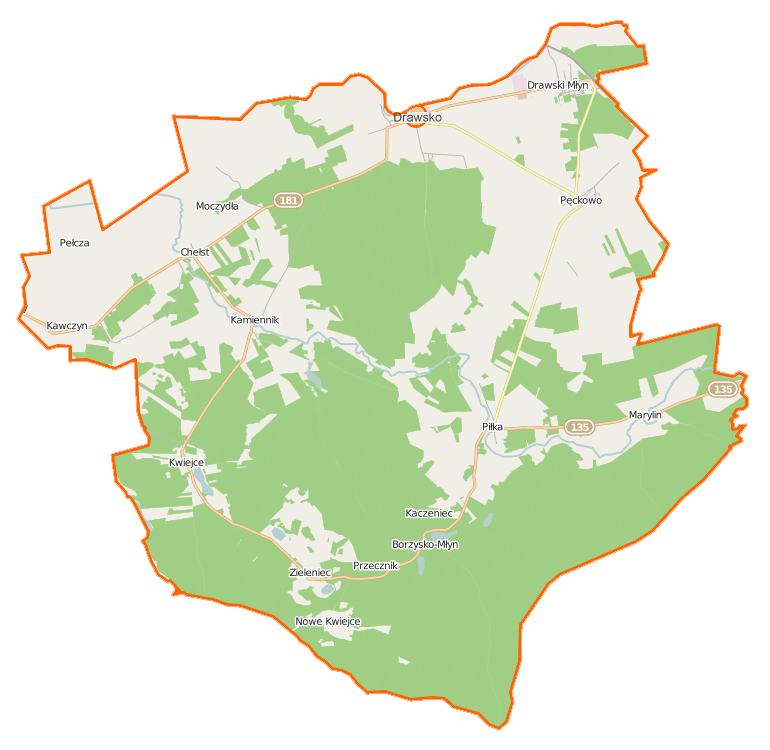
Plan de la gmina.

Outre le village de Drawsko, la gmina inclut les villages de:
- Chełst
- Drawski Młyn
- Kawczyn
- Kamiennik
- Kwiejce
- Kwiejce Nowe
- Marylin
- Moczydła
- Pełcza
- Pęckowo
- Piłka

### Gminy voisines
La gmina de Drawsko est voisine des gminy de :
- - Drezdenko
  - Krzyż Wielkopolski
  - Sieraków
  - Wieleń
  - Wronki

## Structure du terrain
D'après les données de 2002, la superficie de la commune de Drawsko est de 162,95 km², répartis comme tel :
- terres agricoles : 31%
- forêts : 61%

La commune représente 9,01% de la superficie du powiat.

## Démographie
Données du 30 juin 2004 :
| Description        | Total  | Total | Femmes | Femmes | Hommes | Hommes |
| ------------------ | ------ | ----- | ------ | ------ | ------ | ------ |
| Unité              | Nombre | %     | Nombre | %      | Nombre | %      |
| population         | 5 940  | 100   | 2 953  | 49,7   | 2 987  | 50,3   |
| Densité (hab./km²) | 36,5   | 36,5  | 18,1   | 18,1   | 18,3   | 18,3   |